# Paratelmatobius lutzii
Espèce
Statut de conservation UICN

 DD  : Données insuffisantes
Paratelmatobius lutzii est une espèce d'amphibiens de la famille des Leptodactylidae.

## Répartition
Cette espèce est endémique de l'État de Rio de Janeiro au Brésil. Elle se rencontre à 2 200 m d'altitude dans la Serra da Mantiqueira dans la municipalité d'Itatiaia.

## Étymologie
Elle est nommée en l'honneur d'Adolpho Lutz.

## Publication originale
- Lutz & Carvalho, 1958 : Novos anfibios anuros das serras costeiras do Brasil. Memórias do Instituto Oswaldo Cruz, Rio de Janeiro, vol. 56, no 1, p. 239-260 (texte intégral).